# Antanas Mockus
Antanas Mockus (castellà: Aurelijus Rutenis Antanas Mockus Šivickas)  (Bogotà, 25 de març de 1952) és un matemàtic, polític i filòsof colombià d'ascendència lituana.
Va ser alcalde de Bogotà en dues ocasions, candidat a la vicepresidència (1998) i a la presidència de Colòmbia (2010-2014). També va ser senador de la República de Colòmbia del 2018 al 2020, després d'obtenir el segon resultat més gran en les eleccions legislatives d'aquell any.

## Biografia
És fill d'Alfonsas Mockus i l'escultora i ceramista Nijolė Šivickas, immigrants originaris de Lituània, Antanas Mockus es va graduar al Liceu Francès de Bogotà el 1969. Després es va traslladar a Mèxic i a França, on va estudiar matemàtiques. El 1972 es va graduar de la Universitat de Borgonya i va obtenir un màster en filosofia de la Universitat Nacional de Colòmbia el 1988.
Mockus va ser designat rector de la Universitat Nacional el 1991, després d'haver-ne estat vicerector acadèmic. Aquell mateix any va ser un dels membres fundadors de la societat Colombiana d'Epistemologia. Durant la seva administració és recordat per l'acte de baixar-se els pantalons a l'auditori León de Greiff de la universitat i mostrar el seu darrere davant d'un grup de més de 1.000 estudiants que protestaven i li impedien de fer una al·locució. Després d'aquesta intervenció inesperada va haver de renunciar al càrrec de rector.

#### Alcalde de Bogotà (1995-1997)
Antanas Mockus es va presentar com a candidat independent a l'alcaldia a les eleccions locals de Bogotà de 1994. Amb una campanya atípica i sense publicitat va derrotar el seu principal opositor, Enrique Peñalosa.
Durant el seu mandat va reduir la despesa de l'administració central i va capitalitzar l'Empresa d'Energia de Bogotà (EEB). Va prendre mesures impopulars com la sobretaxa a la benzina i va aconseguir reduir les morts violentes prohibint l'ús d'artefactes pirotècnics per a particulars i sobretot implantant la seva mesura més coneguda, l'Hora zanahoria, que va prohibir la venda de begudes alcohòliques a la ciutat entre l'1 i les 6 de la matinada, mesura que va comportar una reducció dels accidents de trànsit. Altres mesures conegudes en la seva gestió va ser el «desarmament total de la ciutat», criticat pel llavors comandant de les Forces Militars General Harold Bedoya, i va utilitzar mims que ensenyaven educació cívica.
Va renunciar al seu càrrec d'alcalde a principis de 1997, poc abans d'acabar oficialment el període d'alcalde, per a poder presentar-se a les eleccions presidencials de 1998. Al principi es va presentar com a candidat a president, però després va acceptar ser candidat a la vicepresidència en coordinació amb Noemí Sanín, representant de la classe política tradicional encara que dissident del Partit Conservador Colombià.

#### Alcalde de Bogotà (2001-2004)
En les eleccions locals de Bogotà de 2000, Mockus va tornar a l'escenari polític com a candidat a l'alcaldia, encara que avalat en aquesta ocasió per l'Aliança Social Independent (ASI). En pocs mesos es va convertir en l'únic rival de l'exministra María Emma Mejía, a qui va acabar derrotant per més de 100.000 vots.
Un segon mandat (gener del 2001 – gener del 2004) li va permetre recuperar la imatge de polític independent i eficient davant l'opinió pública i el va impulsar a buscar la presidència de la República. Va continuar desenvolupant i eixamplant el sistema de transport TransMilenio per mitjà de busos articulats alhora que va continuar altres obres inconcluses.
A les eleccions presidencials de maig del 2006 Mockus va quedar quart, darrere d'Álvaro Uribe (president que, llavors, aspirava a la reelecció), Carlos Gaviria Díaz i Horacio Serpa.

#### Candidat presidencial pel Partit Verd el 2010

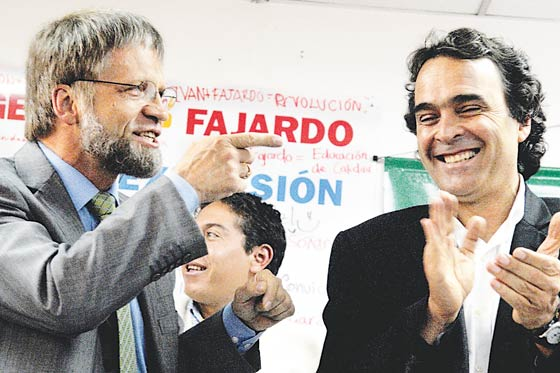
Antanes Mockus i Sergio Fajardo

Des de setembre de 2009, Mockus es va adherir al Partit Verd colombià juntament amb els també exalcaldes de Bogotà Luis Eduardo Garzón i Enrique Peñalosa. Per escollir el seu candidat a la presidència, es van presentar els tres exalcaldes per fer una consulta popular durant les eleccions legislatives de 2010. Mockus va resultar guanyador en les primàries dutes a terme el 14 de març de 2010, deixant en el segon lloc a Peñalosa i en el tercer lloc a Garzón.
El 30 de maig del 2010, Mockus va obtenir la segona votació més alta amb el 21,49% dels vots vàlids, però pel fet que el candidat més votat, Juan Manuel Santos no va obtenir la meitat més un del total de vots, ambdós van concórrer a una segona volta el 20 de juny. En aquesta volta Mockus no va assolir la presidència, però va obtenir 3.588.819 vots, és a dir el 27,5% dels sufragis.
Mockus és el protagonista del documental La vida es sagrada de Katherine Miranda, que retrata el que va passar durant el 2010 i perquè posteriorment es va adherir a la campanya de Juan Manuel Santos per la pau. El 2010 durant la campanya presidencial, Mockus va revelar que patia la malaltia de Parkinson. El 2019 va ser sotmès a una intervenció quirúrgica que li va ser practicada per a tractar la seva malaltia.